# Cerro Morado
Cerro Morado är ett berg i Argentina.   Det ligger i provinsen Mendoza, i den centrala delen av landet, 1 000 km väster om huvudstaden Buenos Aires. Toppen på Cerro Morado är 1 303 meter över havet, eller 72 meter över den omgivande terrängen. Bredden vid basen är 1,3 km.
Terrängen runt Cerro Morado är platt österut, men västerut är den kuperad. Trakten runt Cerro Morado är nära nog obefolkad, med mindre än två invånare per kvadratkilometer.. Det finns inga samhällen i närheten.
Omgivningarna runt Cerro Morado är i huvudsak ett öppet busklandskap.